# Dan sjećanja u Goraždu
Dan sjećanja u Goraždu se obilježava 26. siječnja kao dan sjećanja na oko 1400 žrtava četničkog fašizma. Prvi puta se obilježio 2005. godine nakon 63 godine, klanjanjem dženaze (pogrebna molitva s klanjanjem), te bacanjem cvijeća u rijeku Drinu, s tadašnjeg Gradskog mosta, odata je počast poklanim muslimanima Goražda i okolice.

## Povijest
Dana 30. studenog 1941. godine, vlasti i talijanska vojska napustile su Goražde, te su 1. prosinca ušli u Goražde odredi četnika pod vodstvom Boška Todorovića (četničkog majora), Sergija Mihajlovića (četničkog kapetana), Jezdimira Dangića (četničkog majora) i vojvode Đekića, a od domaćih četnika Risto Gavrilović (vojvoda) i Gojko Krezović (zapovjednik bataljona). Građani Goražda su dočekali četnike, neki iz straha, a neki iz zadovoljstva.
Na čelu ostalih četnika je dočekao na mostu zloglasni Mitar Traparić sa srpskom zastavom. Prije samog nastupa četnika, sam je svrstao građane tako da su na desnoj strani bili postrojeni Srbi, a na lijevoj muslimani i katolici. Major Dangić je tada nazvao Boga, a vodstvo te povorke je odgovorilo "Živila Velika Srbija i Živili četnici", major je održao govor u kojem je između ostalog rekao: "Mi smo se digli Srbi sa motikom i vilama u ruci, šta je ko imao protiv Hrvata i Muslimana". Na to je Traparić plačući odgovorio: "Hvala vam braćo četnici što ste nas oslobodili Hrvatske i turskog zuluma. Mi smo svi unuci Nemanjića i svi četnici. Pod ovo malo vladavine Hrvatske, a nama sto godina pod njihovim terorom smo živjeli, ipak smo svi radili koji se osjećamo Srbi i pomagali četničku organizaciju".  Na te i druge riječi odgovorio je Dangić: "Nema više Hrvata, nema više Turaka, sada je Velika Srbija". Nakon toga se Dangić okrenuo Hrvatima i Muslimanima, koji su bili zarobljeni i okupljeni tu, te rekao oštrim tonom: "Niste nam mogli umaći ni pobjeći", pa se okrenuo četnicima rekavši: "Draga braćo četnici nećemo više zajedno mi i balije".
Tu je noć počelo krvavo klanje i pljačkanje. Četnici su se podijelili u razne formacije, te se razišli na razne strane i počeli u masama dovoditi nesretne uhićenike, čije je sudbina bila, da na najgrozniji način završe svoje živote na krvavom mostu. Tako su dovodili iz Čajniča, Rogatice, okolice Foče, Višegrada, kao i svih bližnjih Kotareva iz okolice Goražda i područja ispostave. Čak su organizirali i prave potjere za pojedincima koji su željeli bijegom spasiti goli život. Na most su dovodili cijele grupe ljudi od 50 do 300, pa i više. Tada bi na jednu stranu mosta donijeli harmoniku i svirali, a na drugu bi stranu postavili samovoz, te bi upalili motor i dali sav gas tako da bi rad motora, a sviranje harmonike s druge strane eliminiralo vrisak nesretnih žrtava, koje bi u to vrijeme klali i na najgori način patili.
Časne sestre koje su odvedene s Pala, pošto je nad njima po svoj prilici najprije izvršeno nasilje od četničkih zlikovaca, zaklane su na kamenom mostu.
Cijela sela i okolice samoga Goražda ostale su bez kuće, a često i bez jedne muške glave. Tako je npr. na Odžaku povrh Goražda odakle su potekli svi Sijerčići, a koje je naselje staro 5-6 stoljeća, gdje je bilo preko 40 domova i obitelji, danas ostalo na četiri odrasla muška člana, koji su na vrijeme umakli, a kuće nema niti jedne, ostala su samo zgarišta. Još gore je prošlo selo Dešava, gdje su popaljeni svi domovi.
Grad je imao 75 žrtava koje su poklane. Mnogi koji su ostali su isprebijani i prestrašeni. Na tri mosta u Goraždu poklano je oko 7000 ljudi, a u relaciji od Foče do Ustiprače, u Drinu je bačeno oko 20.000 žrtava.
Svaku noć se ubijalo po 30 do 60 ljudi, a to masovno ubijanje je trajalo oko mjesec dana. Među žrtvama je bio i velik broj izbjeglica iz Rogatičkog sreza, tako da je u vojarni bilo prosječno oko 600 ljudi.
Da su preživjeli građani Goražda spasili barem gole živote mogu zahvaliti čestitim i poštenim nekim građanima pravoslavne vjere, kao i to da sam grad Goražde nije s ove strane Drine do temelja izgorio. Tomu se ima zahvaliti i Stevi Haleti, kojem su partizani pod prijetnjom strijeljanja zaprijetili da zapali cijeli grad. Sljedeći zaštitnik je bio Marko Šekara, bivši oružnički narednik i cijela njegova obitelj, zatim Milan Bosnić, Dušan Raca, Rajko Srndović (on je već vezane građane i na most dovedene u posljednji tren spašavao). To su isto činili i obitelji Vase Droce, Vida Perendije, obitelji Vitorović, te većina Tanaskovića.

## Most žrtava četničkog fašizma
Na mostu se odaje počast ubijenima i čuva sjećanje na genocid koji je počinjen u razdoblju od kraja studenog 1941. do 26. siječnja 1942. godine.
Na Dan državnosti BiH 25. studenog 2005. godine, objavljeno je svečano preimenovanje Gradskog mosta u "Most Alije Izetbegovića" i otkrivena je ploča s natpisom. Tom se preimenovanju najviše usprotivio Abdulah Ćehović (kojemu su na tom mostu živote izgubili otac i stric), a podršku ima i u Udruženju za očuvanje civilizacijske i kulturne baštine "Sinan-paše Sijerčića". Inicijativa za obilježavanje ovog mosta kao mjesta obilježavanja genocida nad muslimanima iz Goražda i okolnih mjesta postoji već od 1981. godine, tako da sada ostaje u nadležnosti sudova koje će ime nositi most na kojem je izvršen masovni zločin.

## U optužnici protiv Draže Mihailovića
U optužnici prema kojoj je osuđen četnički vođa Draža Mihailović na prvom mjestu navode se pokolji u Foči i Goraždu: „U prosincu 1941. i tijekom siječnja 1942. godine, četnici su poklali preko 2000 muslimana uglavnom u Foči i Goraždu“ (Iz optužnice protiv Draže Mihailovića).

## Vanjske poveznice
- Pokolji na drinskim mostovima (Vjesnik)  Arhivirana inačica izvorne stranice od 27. rujna 2007. (Wayback Machine)
- Dan sjećanja  Arhivirana inačica izvorne stranice od 28. rujna 2007. (Wayback Machine)
- Odata počast stradalim Goraždanima u 2. svjetskom ratu  Arhivirana inačica izvorne stranice od 28. rujna 2007. (Wayback Machine)